# Guam na Letnich Igrzyskach Olimpijskich 2012
Guam na Letnich Igrzyskach Olimpijskich 2012, które odbyły się w Londynie, reprezentowało 8 zawodników.
Był to siódmy start reprezentacji Guamu na letnich igrzyskach olimpijskich.

## Reprezentanci

### Judo
Mężczyźni
| Zawodnik         | Konkurencja | 1/32             | 1/16                      | 1/8                       | Ćwierćfinały     | Półfinały        | Repesaż 1        | Repesaż 2        | Repesaż 3        | Finał            | Finał   |
| Zawodnik         | Konkurencja | Przeciwnik Wynik | Przeciwnik Wynik          | Przeciwnik Wynik          | Przeciwnik Wynik | Przeciwnik Wynik | Przeciwnik Wynik | Przeciwnik Wynik | Przeciwnik Wynik | Przeciwnik Wynik | Pozycja |
| ---------------- | ----------- | ---------------- | ------------------------- | ------------------------- | ---------------- | ---------------- | ---------------- | ---------------- | ---------------- | ---------------- | ------- |
| Ricardo Blas Jr. | +100 kg     | BYE              | Facinet Keita W 0101–0002 | Oscar Braison P 0001–0100 | NQ               | NQ               | NQ               | NQ               | NQ               | NQ               | NQ      |

### Kolarstwo

#### Kolarstwo górskie
| Zawodnik     | Konkurencja               | Czas | Pozycja |
| ------------ | ------------------------- | ---- | ------- |
| Derek Horton | cross country – mężczyźni | LAP  | 42.     |

### Lekkoatletyka
Mężczyźni
| Zawodnik      | Konkurencja | Eliminacje | Eliminacje | Ćwierćfinał | Ćwierćfinał | Półfinał | Półfinał | Finał | Finał   |
| Zawodnik      | Konkurencja | Wynik      | Miejsce    | Wynik       | Miejsce     | Wynik    | Miejsce  | Wynik | Miejsce |
| ------------- | ----------- | ---------- | ---------- | ----------- | ----------- | -------- | -------- | ----- | ------- |
| Derek Mandell | 800 m       | 1:58,94    | 7.         | —           | —           | NQ       | NQ       | NQ    | NQ      |

Kobiety
| Zawodnik     | Konkurencja | Eliminacje | Eliminacje | Ćwierćfinał | Ćwierćfinał | Półfinał | Półfinał | Finał | Finał   |
| Zawodnik     | Konkurencja | Wynik      | Miejsce    | Wynik       | Miejsce     | Wynik    | Miejsce  | Wynik | Miejsce |
| ------------ | ----------- | ---------- | ---------- | ----------- | ----------- | -------- | -------- | ----- | ------- |
| Amy Atkinson | 800 m       | 2:18,53    | 5.         | —           | —           | NQ       | NQ       | NQ    | NQ      |

### Pływanie
Mężczyźni
| Zawodnik         | Konkurencja    | Eliminacje | Eliminacje | Półfinał | Półfinał | Finał     | Finał   |
| Zawodnik         | Konkurencja    | Czas       | Miejsce    | Czas     | Miejsce  | Czas      | Miejsce |
| ---------------- | -------------- | ---------- | ---------- | -------- | -------- | --------- | ------- |
| Chris Duenas     | 100 m dowolnym | 53,37      | 44.        | NQ       | NQ       | NQ        | NQ      |
| Benjamin Schulte | 10 km          | —          | —          | —        | —        | 2:03:35,1 | 25.     |

Kobiety
| Zawodnik      | Konkurencja      | Eliminacje | Eliminacje | Półfinał | Półfinał | Finał | Finał   |
| Zawodnik      | Konkurencja      | Czas       | Miejsce    | Czas     | Miejsce  | Czas  | Miejsce |
| ------------- | ---------------- | ---------- | ---------- | -------- | -------- | ----- | ------- |
| Pilar Shimizu | 100 m klasycznym | 1:15,76    | 42.        | NQ       | NQ       | NQ    | NQ      |

### Zapasy
Kobiety – styl wolny
| Zawodnik   | Konkurencja | Kwalifikacje          | 1/8              | Ćwierćfinał      | Półfinał         | Repesaż 1        | Repesaż 2        | Finał            | Finał   |
| Zawodnik   | Konkurencja | Przeciwnik Wynik      | Przeciwnik Wynik | Przeciwnik Wynik | Przeciwnik Wynik | Przeciwnik Wynik | Przeciwnik Wynik | Przeciwnik Wynik | Pozycja |
| ---------- | ----------- | --------------------- | ---------------- | ---------------- | ---------------- | ---------------- | ---------------- | ---------------- | ------- |
| Maria Dunn | -63 kg      | Lubow Wołosowa P 0–3T | NQ               | NQ               | NQ               | NQ               | NQ               | NQ               | NQ      |